# Лауреати Державної премії України в галузі науки і техніки (2017)
Державна премія України в галузі науки і техніки — лауреати 2017 року.
На підставі подання Комітету з Державних премій України в галузі науки і техніки Президент України Петро Порошенко видав Указ № 138/2018 від 19 травня 2018 року «Про присудження Державних премій України в галузі науки і техніки 2017 року».
За поданням Комітету указами Президента України від 21 травня 2018 року присуджено 14 Державних премій України в галузі науки і техніки, у тому числі за одну роботу, що становить державну таємницю. Лауреатами Державної премії України в галузі науки і техніки 2017 року є 109 осіб, з них 78 докторів наук (з них 5 академіків НАН України, 11 членів-кореспондентів НАН України) та 20 кандидатів наук.
На 2017 рік розмір Державної премії України в галузі науки і техніки склав 270 000 гривень кожна.

## Лауреати Державної премії України в галузі науки і техніки 2017 року
| Премійована робота | Лауреати                                   | Коротко про лауреата |
| --- | ------------------------------------------ | --- |
| за роботу «Ефективні методи оцінювання напруженого стану структурно-неоднорідних тіл, спричиненого дією полів різної фізичної природи» | Харченко Валерій Володимирович             | член-кореспондент Національної академії наук України, директор Інституту проблем міцності імені Г. С. Писаренка НАН України                                                                        |
| за роботу «Ефективні методи оцінювання напруженого стану структурно-неоднорідних тіл, спричиненого дією полів різної фізичної природи» | Чирков Олександр Юрійович                  | доктор технічних наук, провідний науковий співробітник Інституту проблем міцності імені Г. С. Писаренка НАН України                                                                                |
| за роботу «Ефективні методи оцінювання напруженого стану структурно-неоднорідних тіл, спричиненого дією полів різної фізичної природи» | Гачкевич Олександр Романович               | доктор фізико-математичних наук, завідувач відділу Інституту прикладних проблем механіки і математики імені Я. С. Підстригача НАН України                                                          |
| за роботу «Ефективні методи оцінювання напруженого стану структурно-неоднорідних тіл, спричиненого дією полів різної фізичної природи» | Терлецький Ростислав Федорович             | доктор фізико-математичних наук, провідний науковий співробітник Інституту прикладних проблем механіки і математики імені Я. С. Підстригача НАН України                                            |
| за роботу «Ефективні методи оцінювання напруженого стану структурно-неоднорідних тіл, спричиненого дією полів різної фізичної природи» | Ясінський Анатолій Васильович              | доктор фізико-математичних наук, провідний науковий співробітник Інституту прикладних проблем механіки і математики імені Я. С. Підстригача НАН України                                            |
| за роботу «Ефективні методи оцінювання напруженого стану структурно-неоднорідних тіл, спричиненого дією полів різної фізичної природи» | Махненко Олег Володимирович                | доктор технічних наук, завідувач відділу Інституту електрозварювання імені Є. О. Патона НАН України                                                                                                |
| за роботу «Ефективні методи оцінювання напруженого стану структурно-неоднорідних тіл, спричиненого дією полів різної фізичної природи» | Лобода Володимир Васильович                | доктор фізико-математичних наук, завідувач кафедри Дніпровського національного університету імені Олеся Гончара                                                                                    |
| за роботу «Ефективні методи оцінювання напруженого стану структурно-неоднорідних тіл, спричиненого дією полів різної фізичної природи» | Попович Василь Степанович (посмертно)      | доктор технічних наук |
| за роботу «Фотоніка напівпровідникових та діелектричних наноструктур»                                                                  | Кучмій Степан Ярославович                  | член-кореспондент Національної академії наук України, завідувач відділу Інституту фізичної хімії імені Л. В. Писаржевського НАН України                                                            |
| за роботу «Фотоніка напівпровідникових та діелектричних наноструктур»                                                                  | Строюк Олександр Леонідович                | доктор хімічних наук, завідувач лабораторії Інституту фізичної хімії імені Л. В. Писаржевського НАН України                                                                                        |
| за роботу «Фотоніка напівпровідникових та діелектричних наноструктур»                                                                  | Гомоннай Олександр Васильович              | доктор фізико-математичних наук, завідувач відділу Інституту електронної фізики НАН України |
| за роботу «Фотоніка напівпровідникових та діелектричних наноструктур»                                                                  | Ажнюк Юрій Миколайович                     | доктор фізико-математичних наук, провідний науковий співробітник Інституту електронної фізики НАН України                                                                                          |
| за роботу «Фотоніка напівпровідникових та діелектричних наноструктур»                                                                  | Юхимчук Володимир Олександрович            | доктор фізико-математичних наук, завідувач відділу Інституту фізики напівпровідників імені В. Є. Лашкарьова НАН України                                                                            |
| за роботу «Фотоніка напівпровідникових та діелектричних наноструктур»                                                                  | Тарасов Георгій Григорович                 | доктор фізико-математичних наук, завідувач лабораторії Інституту фізики напівпровідників імені В. Є. Лашкарьова НАН України                                                                        |
| за роботу «Фотоніка напівпровідникових та діелектричних наноструктур»                                                                  | Джаган Володимир Миколайович               | кандидат фізико-математичних наук, старший науковий співробітник Інституту фізики напівпровідників імені В. Є. Лашкарьова НАН України                                                              |
| за роботу «Фотоніка напівпровідникових та діелектричних наноструктур»                                                                  | Носич Олександр Йосипович                  | доктор фізико-математичних наук, головний науковий співробітник Інституту радіофізики та електроніки імені О. Я. Усикова НАН України                                                               |
| за роботу «Матеріали і технології конструкцій сучасної авіаційної техніки»                                                             | Ющенко Костянтин Андрійович                | академік Національної академії наук України, заступник директора Інституту електрозварювання імені Є. О. Патона НАН України                                                                        |
| за роботу «Матеріали і технології конструкцій сучасної авіаційної техніки»                                                             | Федірко Віктор Миколайович                 | член-кореспондент, Національної академії наук України, головний науковий співробітник Фізико-механічного інституту імені Г. В. Карпенка НАН України                                                |
| за роботу «Матеріали і технології конструкцій сучасної авіаційної техніки»                                                             | Осташ Орест Петрович                       | доктор технічних наук, завідувач відділу Фізико-механічного інституту імені Г. В. Карпенка НАН України                                                                                             |
| за роботу «Матеріали і технології конструкцій сучасної авіаційної техніки»                                                             | Учанін Валентин Миколайович                | доктор технічних наук, старший науковий співробітник Фізико-механічного інституту імені Г. В. Карпенка НАН України                                                                                 |
| за роботу «Матеріали і технології конструкцій сучасної авіаційної техніки»                                                             | Лабур Тетяна Михайлівна                    | доктор технічних наук, провідний науковий співробітник Інституту електрозварювання імені Є. О. Патона НАН України                                                                                  |
| за роботу «Матеріали і технології конструкцій сучасної авіаційної техніки»                                                             | Бичков Андрій Сергійович                   | кандидат юридичних наук, заступник завідувача відділу Державного науково-дослідного експертно-криміналістичного центру МВС України                                                                 |
| за роботу «Матеріали і технології конструкцій сучасної авіаційної техніки»                                                             | Нечипоренко Ольга Юріївна                  | кандидат технічних наук, провідний інженер-технолог державного підприємства «Антонов» |
| за роботу «Матеріали і технології конструкцій сучасної авіаційної техніки»                                                             | Коцюба Олександр Анатолійович              | радник голови правління публічного акціонерного товариства «ФЕД» |
| за роботу «Створення оборотних гідроагрегатів Дністровської ГАЕС для підвищення ефективності об'єднаної енергетичної системи України»  | Сокол Євген Іванович                       | член-кореспондент, Національної академії наук України, ректор Національного технічного університету «Харківський політехнічний інститут»                                                           |
| за роботу «Створення оборотних гідроагрегатів Дністровської ГАЕС для підвищення ефективності об'єднаної енергетичної системи України»  | Царюк Анатолій Корнійович                  | кандидат технічних наук, завідувач відділу Інституту електрозварювання імені Є. О. Патона НАН України                                                                                              |
| за роботу «Створення оборотних гідроагрегатів Дністровської ГАЕС для підвищення ефективності об'єднаної енергетичної системи України»  | Черкаський Олексій Юрійович                | перший заступник генерального директора публічного акціонерного товариства «Турбоатом» |
| за роботу «Створення оборотних гідроагрегатів Дністровської ГАЕС для підвищення ефективності об'єднаної енергетичної системи України»  | Іщенко Григорій Іванович                   | головний інженер публічного акціонерного товариства «Турбоатом» |
| за роботу «Створення оборотних гідроагрегатів Дністровської ГАЕС для підвищення ефективності об'єднаної енергетичної системи України»  | Линник Олександр Васильович                | головний конструктор публічного акціонерного товариства «Турбоатом» |
| за роботу «Створення оборотних гідроагрегатів Дністровської ГАЕС для підвищення ефективності об'єднаної енергетичної системи України»  | Вакуленко Олексій Миколайович              | головний конструктор державного підприємства "Завод «Електроважмаш» |
| за роботу «Створення оборотних гідроагрегатів Дністровської ГАЕС для підвищення ефективності об'єднаної енергетичної системи України»  | Галата Віктор Вячеславович                 | технічний директор публічного акціонерного товариства «Укргідропроект» |
| за роботу «Створення оборотних гідроагрегатів Дністровської ГАЕС для підвищення ефективності об'єднаної енергетичної системи України»  | Сирота Ігор Григорович                     | генеральний директор публічного акціонерного товариства «Укргідроенерго» |
| за роботу «Науково-технологічні засоби та методи забезпечення енергетичної незалежності України»                                       | Мойсишин Василь Михайлович                 | доктор технічних наук, завідувач кафедри Івано-Франківського національного технічного університету нафти і газу                                                                                    |
| за роботу «Науково-технологічні засоби та методи забезпечення енергетичної незалежності України»                                       | Бойко Василь Степанович                    | доктор технічних наук, професор Івано-Франківського національного технічного університету нафти і газу                                                                                             |
| за роботу «Науково-технологічні засоби та методи забезпечення енергетичної незалежності України»                                       | Стогній Олексій Вадимович                  | кандидат технічних наук, директор дочірнього підприємства "Науково-дослідний інститут нафтогазової промисловості "Національної акціонерної компанії «Нафтогаз України»                             |
| за роботу «Науково-технологічні засоби та методи забезпечення енергетичної незалежності України»                                       | Гундя Микола Васильович                    | заступник директора дочірнього підприємства "Науково-дослідний інститут нафтогазової промисловості "Національної акціонерної компанії «Нафтогаз України»                                           |
| за роботу «Науково-технологічні засоби та методи забезпечення енергетичної незалежності України»                                       | Зарубін Юрій Олександрович                 | доктор технічних наук, головний науковий співробітник дочірнього підприємства "Науково-дослідний інститут нафтогазової промисловості "Національної акціонерної компанії «Нафтогаз України»         |
| за роботу «Науково-технологічні засоби та методи забезпечення енергетичної незалежності України»                                       | Дорошенко Володимир Михайлович             | доктор технічних наук, директор департаменту публічного акціонерного товариства «Укрнафта» |
| за роботу «Науково-технологічні засоби та методи забезпечення енергетичної незалежності України»                                       | Прокопів Володимир Йосипович               | кандидат геологічних наук, виконавчий віце-президент публічного акціонерного товариства «Укрнафта»                                                                                                 |
| за роботу «Науково-технологічні засоби та методи забезпечення енергетичної незалежності України»                                       | Гришаненко Володимир Петрович              | кандидат технічних наук, директор з розвідки та розробки родовищ нафти і газу товариства з обмеженою відповідальністю "Науково-виробниче підприємство «Центр нафтогазових ресурсів»                |
| за роботу «Створення та виробництво вітчизняних лікарських засобів нейротропної і імунотропної дії»                                    | Головенко Микола Якович                    | доктор біологічних наук, завідувач відділу Фізико-хімічного інституту імені О. В. Богатського НАН України                                                                                          |
| за роботу «Створення та виробництво вітчизняних лікарських засобів нейротропної і імунотропної дії»                                    | Павловський Віктор Іванович                | доктор хімічних наук, заступник завідувача відділу Фізико-хімічного інституту імені О. В. Богатського НАН України                                                                                  |
| за роботу «Створення та виробництво вітчизняних лікарських засобів нейротропної і імунотропної дії»                                    | Єгорова Алла Володимирівна                 | доктор хімічних наук, провідний науковий співробітник Фізико-хімічного інституту імені О. В. Богатського НАН України                                                                               |
| за роботу «Створення та виробництво вітчизняних лікарських засобів нейротропної і імунотропної дії»                                    | Карасьова Тамара Леонідівна                | доктор біологічних наук, провідний науковий співробітник Фізико-хімічного інституту імені О. В. Богатського НАН України                                                                            |
| за роботу «Створення та виробництво вітчизняних лікарських засобів нейротропної і імунотропної дії»                                    | Редер Анатолій Семенович                   | кандидат хімічних наук, генеральний директор товариства з додатковою відповідальністю «Інтерхім»                                                                                                   |
| за роботу «Створення та виробництво вітчизняних лікарських засобів нейротропної і імунотропної дії»                                    | Позігун Дмитро Володимирович               | кандидат хімічних наук, заступник генерального директора товариства з додатковою відповідальністю «Інтерхім»                                                                                       |
| за роботу «Створення та виробництво вітчизняних лікарських засобів нейротропної і імунотропної дії»                                    | Стельмах Ігор Борисович                    | кандидат хімічних наук, директор з виробництва товариства з додатковою відповідальністю «Інтерхім»                                                                                                 |
| за роботу «Створення та виробництво вітчизняних лікарських засобів нейротропної і імунотропної дії»                                    | Нікітін Євген Васильович                   | доктор медичних наук, науковий консультант товариства з додатковою відповідальністю «Інтерхім» |
| за роботу «Оцінка, прогнозування та оптимізація стану водних екосистем України»                                                        | Осадчий Володимир Іванович                 | член-кореспондент Національної академії наук України, директор Українського гідрометеорологічного інституту Державної служби України з надзвичайних ситуацій та Національної академії наук України |
| за роботу «Оцінка, прогнозування та оптимізація стану водних екосистем України»                                                        | Корнилович Борис Юрійович                  | член-кореспондент Національної академії наук України, завідувач кафедри Національного технічного університету України «Київський політехнічний інститут імені Ігоря Сікорського»                   |
| за роботу «Оцінка, прогнозування та оптимізація стану водних екосистем України»                                                        | Никифорович Євген Іванович                 | член-кореспондент Національної академії наук України, завідувач відділу Інституту гідромеханіки НАН України                                                                                        |
| за роботу «Оцінка, прогнозування та оптимізація стану водних екосистем України»                                                        | Линник Петро Микитович                     | доктор хімічних наук, завідувач відділу Інституту гідробіології НАН України |
| за роботу «Оцінка, прогнозування та оптимізація стану водних екосистем України»                                                        | Протасов Олександр Олексійович             | доктор біологічних наук, провідний науковий співробітник Інституту гідробіології НАН України |
| за роботу «Оцінка, прогнозування та оптимізація стану водних екосистем України»                                                        | Щербак Володимир Іванович                  | доктор біологічних наук, провідний науковий співробітник Інституту гідробіології НАН України |
| за роботу «Оцінка, прогнозування та оптимізація стану водних екосистем України»                                                        | Хільчевський Валентин Кирилович            | доктор географічних наук, завідувач кафедри Київського національного університету імені Тараса Шевченка                                                                                            |
| за роботу «Оцінка, прогнозування та оптимізація стану водних екосистем України»                                                        | Набиванець Юрій Богданович                 | кандидат географічних наук, заступник директора Українського гідрометеорологічного інституту Державної служби України з надзвичайних ситуацій та Національної академії наук України                |
| за роботу «Ресурсоощадні технології виробництва текстилю, одягу та взуття»                                                             | Каплун Віктор Володимирович                | доктор технічних наук, проректор Київського національного університету технологій та дизайну |
| за роботу «Ресурсоощадні технології виробництва текстилю, одягу та взуття»                                                             | Чабан Віталій Васильович                   | доктор технічних наук, проректор Київського національного університету технологій та дизайну |
| за роботу «Ресурсоощадні технології виробництва текстилю, одягу та взуття»                                                             | Здоренко Валерій Георгійович               | доктор технічних наук, завідувач кафедри Київського національного університету технологій та дизайну                                                                                               |
| за роботу «Ресурсоощадні технології виробництва текстилю, одягу та взуття»                                                             | Чубукова Ольга Юріївна                     | доктор економічних наук, завідувач кафедри Київського національного університету технологій та дизайну                                                                                             |
| за роботу «Ресурсоощадні технології виробництва текстилю, одягу та взуття»                                                             | Щербань Володимир Юрійович                 | доктор технічних наук, завідувач кафедри Київського національного університету технологій та дизайну                                                                                               |
| за роботу «Ресурсоощадні технології виробництва текстилю, одягу та взуття»                                                             | Піпа Борис Федорович                       | доктор технічних наук, професор Київського національного університету технологій та дизайну |
| за роботу «Ресурсоощадні технології виробництва текстилю, одягу та взуття»                                                             | Щербань Юрій Юрійович                      | доктор технічних наук, завідувач кафедри державного вищого навчального закладу «Київський коледж легкої промисловості»                                                                             |
| за роботу «Хірургічне лікування патології грудної аорти»                                                                               | Кравченко Віталій Іванович                 | кандидат медичних наук, завідувач відділу державної установи «Національний інститут серцево-судинної хірургії імені М. М. Амосова Національної академії медичних наук України»                     |
| за роботу «Хірургічне лікування патології грудної аорти»                                                                               | Попов Володимир Владиславович              | доктор медичних наук, завідувач відділу державної установи «Національний інститут серцево-судинної хірургії імені М. М. Амосова Національної академії медичних наук України»                       |
| за роботу «Хірургічне лікування патології грудної аорти»                                                                               | Захарова Валентина Петрівна                | доктор медичних наук, головний науковий співробітник державної установи «Національний інститут серцево-судинної хірургії імені М. М. Амосова Національної академії медичних наук України»          |
| за роботу «Хірургічне лікування патології грудної аорти»                                                                               | Кравченко Іван Миколайович                 | доктор медичних наук, головний науковий співробітник державної установи «Національний інститут серцево-судинної хірургії імені М. М. Амосова Національної академії медичних наук України»          |
| за роботу «Хірургічне лікування патології грудної аорти»                                                                               | Фуркало Сергій Миколайович                 | доктор медичних наук, завідувач відділу державної установи «Національний інститут хірургії та трансплантології імені О. О. Шалімова» Національної академії медичних наук України                   |
| за роботу «Хірургічне лікування патології грудної аорти»                                                                               | Ємець Ілля Миколайович                     | доктор медичних наук, директор державної установи «Науково-практичний медичний центр дитячої кардіології та кардіохірургії Міністерства охорони здоров'я України»                                  |
| за роботу «Хірургічне лікування патології грудної аорти»                                                                               | Руденко Надія Миколаївна                   | доктор медичних наук, заступник директора державної установи «Науково-практичний медичний центр дитячої кардіології та кардіохірургії Міністерства охорони здоров'я України»                       |
| за роботу «Хірургічне лікування патології грудної аорти»                                                                               | Романюк Олександр Миколайович              | кандидат медичних наук, доцент Національної медичної академії післядипломної освіти імені П. Л. Шупика                                                                                             |
| за роботу «Кріотермохірургічні методи та апаратура для лікування онкологічних захворювань органів черевної порожнини»                  | Сушко Віктор Олександрович                 | доктор медичних наук, перший заступник генерального директора державної установи «Національний науковий центр радіаційної медицини Національної академії медичних наук України»                    |
| за роботу «Кріотермохірургічні методи та апаратура для лікування онкологічних захворювань органів черевної порожнини»                  | Литвиненко Олександр Олександрович         | доктор медичних наук, завідувач відділу державної установи «Національний науковий центр радіаційної медицини Національної академії медичних наук України»                                          |
| за роботу «Кріотермохірургічні методи та апаратура для лікування онкологічних захворювань органів черевної порожнини»                  | Красносельський Микола Віллєнович          | доктор медичних наук, директор державної установи «Інститут медичної радіології імені С. П. Григор'єва Національної академії медичних наук України»                                                |
| за роботу «Кріотермохірургічні методи та апаратура для лікування онкологічних захворювань органів черевної порожнини»                  | Сандомирський Борис Петрович (посмертно)   | доктор медичних наук |
| за роботу «Кріотермохірургічні методи та апаратура для лікування онкологічних захворювань органів черевної порожнини»                  | Худецький Ігор Юліанович                   | доктор медичних наук, провідний науковий співробітник Інституту електрозварювання імені Є. О. Патона НАН України                                                                                   |
| за роботу «Кріотермохірургічні методи та апаратура для лікування онкологічних захворювань органів черевної порожнини»                  | Лещенко Володимир Миколайович              | заступник директора товариства з обмеженою відповідальністю "Науково-виробнича фірма «Пульс» |
| за роботу «Кріотермохірургічні методи та апаратура для лікування онкологічних захворювань органів черевної порожнини»                  | Корпан Микола Миколайович                  | доктор медичних наук, професор Національного медичного університету імені О. О. Богомольця, директор Міжнародного інституту кріохірургії (Австрія)                                                 |
| за роботу «Шевченківська енциклопедія»                                                                                                 | Дзюба Іван Михайлович                      | академік Національної академії наук України, радник президії НАН України |
| за роботу «Шевченківська енциклопедія»                                                                                                 | Боронь Олександр Вікторович                | кандидат філологічних наук, завідувач відділу Інституту літератури імені Т. Г. Шевченка НАН України                                                                                                |
| за роботу «Шевченківська енциклопедія»                                                                                                 | Харчук Роксана Борисівна                   | кандидат філологічних наук, старший науковий співробітник Інституту літератури імені Т. Г. Шевченка НАН України                                                                                    |
| за роботу «Шевченківська енциклопедія»                                                                                                 | Юр Марина Володимирівна                    | кандидат мистецтвознавства, старший науковий співробітник Інституту проблем сучасного мистецтва Національної академії мистецтв України                                                             |
| за роботу «Шевченківська енциклопедія»                                                                                                 | Смілянська Валерія Леонідівна              | доктор філологічних наук, пенсіонер |
| за роботу «Шевченківська енциклопедія»                                                                                                 | Чамата Ніна Павлівна                       | кандидат філологічних наук, пенсіонер |
| за роботу «Шевченківська енциклопедія»                                                                                                 | Бородін Василь Степанович (посмертно)      | доктор філологічних наук |
| за роботу «Цивілізаційний вибір України і соціальний прогрес»                                                                          | Попович Мирослав Володимирович (посмертно) | академік Національної академії наук України |
| за роботу «Цивілізаційний вибір України і соціальний прогрес»                                                                          | Гардашук Тетяна Василівна                  | доктор філософських наук, провідний науковий співробітник Інституту філософії імені Г. С. Сковороди НАН України                                                                                    |
| за роботу «Цивілізаційний вибір України і соціальний прогрес»                                                                          | Пролеєв Сергій Вікторович                  | доктор філософських наук, провідний науковий співробітник Інституту філософії імені Г. С. Сковороди НАН України                                                                                    |
| за роботу «Цивілізаційний вибір України і соціальний прогрес»                                                                          | Губерський Леонід Васильович               | академік Національної академії наук України, ректор Київського національного університету імені Тараса Шевченка                                                                                    |
| за роботу «Цивілізаційний вибір України і соціальний прогрес»                                                                          | Ільїн Володимир Васильович                 | доктор філософських наук, професор Київського національного університету імені Тараса Шевченка |
| за роботу «Цивілізаційний вибір України і соціальний прогрес»                                                                          | Бакіров Віль Савбанович                    | академік Національної академії наук України, ректор Харківського національного університету імені В. Н. Каразіна                                                                                   |
| за роботу «Цивілізаційний вибір України і соціальний прогрес»                                                                          | Андрущенко Віктор Петрович                 | член-кореспондент Національної академії наук України, ректор Національного педагогічного університету імені М. П. Драгоманова                                                                      |
| за роботу «Цивілізаційний вибір України і соціальний прогрес»                                                                          | Рафальський Олег Олексійович               | член-кореспондент Національної академії наук України, директор Інституту політичних і етнонаціональних досліджень імені І. Ф. Кураса НАН України                                                   |
| за роботу «Інституційна трансформація фінансово-економічної системи України в умовах глобалізації»                                     | Сіденко Володимир Романович                | член-кореспондент Національної академії наук України, науковий консультант громадської організації «Український центр економічних і політичних досліджень імені Олександра Разумкова»              |
| за роботу «Інституційна трансформація фінансово-економічної системи України в умовах глобалізації»                                     | Скрипниченко Марія Іллівна                 | член-кореспондент Національної академії наук України, головний науковий співробітник Інституту економіки та прогнозування НАН України                                                              |
| за роботу «Інституційна трансформація фінансово-економічної системи України в умовах глобалізації»                                     | Луніна Інна Олександрівна                  | доктор економічних наук, завідувач відділу Інституту економіки та прогнозування НАН України |
| за роботу «Інституційна трансформація фінансово-економічної системи України в умовах глобалізації»                                     | Пономаренко Володимир Степанович           | доктор економічних наук, ректор Харківського національного економічного університету імені Семена Кузнеця                                                                                          |
| за роботу «Інституційна трансформація фінансово-економічної системи України в умовах глобалізації»                                     | Запатріна Ірина Вікторівна                 | доктор економічних наук, директор Науково-дослідного фінансового інституту Київського національного торговельно-економічного університету                                                          |
| за роботу «Інституційна трансформація фінансово-економічної системи України в умовах глобалізації»                                     | Блакита Ганна Владиславівна                | доктор економічних наук, завідувач кафедри Київського національного торговельно-економічного університету                                                                                          |
| за роботу «Інституційна трансформація фінансово-економічної системи України в умовах глобалізації»                                     | Чугунов Ігор Якович                        | доктор економічних наук, завідувач кафедри Київського національного торговельно-економічного університету                                                                                          |
| за роботу «Інституційна трансформація фінансово-економічної системи України в умовах глобалізації»                                     | Квач Ярослав Петрович                      | доктор економічних наук, директор Одеського торговельно-економічного інституту Київського національного торговельно-економічного університету                                                      |

Також премійовано роботу, метою якої є підвищення обороноздатності та боєздатності Збройних Сил України.